# Багиров, Шахин Солтан оглы
Шахин Солтан оглы Багиров (азерб. Şahin Soltan oğlu Bağırov; род. 12 января 1965, Баку) — председатель Государственного таможенного комитета Азербайджана (с 2023). Полный кавалер ордена «За службу Отечеству».

## Биография
Родился 12 января 1965 года в Баку. В 1986 году окончил экономический факультет Воронежского государственного университета. В 2003 году окончил факультет организации таможенного дела Российской таможенной академии. В 2004 году окончил аспирантуру той же академии и получил ученую степень кандидата экономических наук (доктор философии по экономике).
С 1992 года начал работать в таможенной системе инспектором, затем инспектором Главного таможенного управления Баку, начальником таможенного поста Али-Байрамлы. 
Являлся заместителем начальника, начальником Главного управления организации таможенного контроля Государственного таможенного комитета Азербайджана.
С 16 января 2014 года по 6 июля 2018 года являлся заместителем председателя Государственного таможенного комитета Азербайджана.
С 2019 по 2022 год работал в Государственной службе по вопросам имущества при Министерстве налогов и Министерстве экономики.
18 июля 2022 года Распоряжением Президента Азербайджана назначен первым заместителем председателя Государственного таможенного комитета, в то же время наделен полномочиями временно исполнять обязанности председателя.
Председатель Государственного таможенного комитета Азербайджана (с 14 февраля 2023).
Президент Федерации волейбола Азербайджана (с 11 апреля 2023).
28 января 2005 года присвоено высшее специальное звание генерал-майора таможенной службы, 3 февраля 2014 года — генерал-лейтенанта таможенной службы.

## Награды
- Орден «За службу Отечеству» 1-й степени (11 января 2025 года) — за заслуги в развитии таможенного дела в Азербайджанской Республике и многолетнюю плодотворную деятельность в таможенных органах [10]
- Орден «За службу Отечеству» 2-й степени (30 января 2016 года) — за отличие при выполнении служебных обязанностей[11]
- Орден «За службу Отечеству» 3-й степени (24 января 2012 года) — за особые заслуги в развитии таможенного дела в Азербайджанской Республике, достойное исполнение своих обязанностей и плодотворную деятельность в таможенных органах[12]
- Медаль «За отличие на государственной службе» (26 января 2010 года) — за заслуги в защите экономических интересов Азербайджанской Республики и плодотворную деятельность в таможенных органах[13]